# Liste de groupes de metal symphonique
Voici une liste de groupes de metal symphonique.

## A

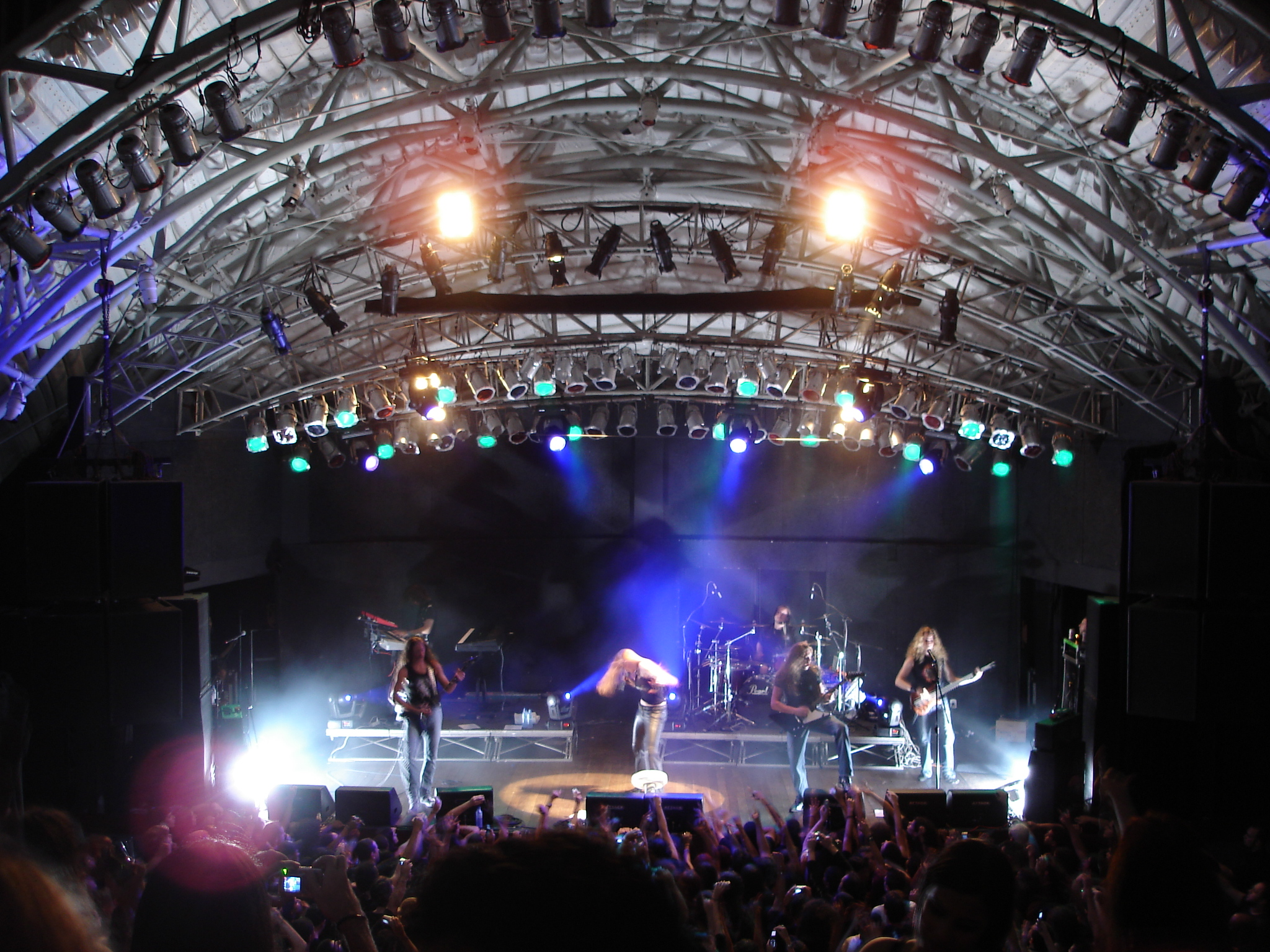
After Forever.
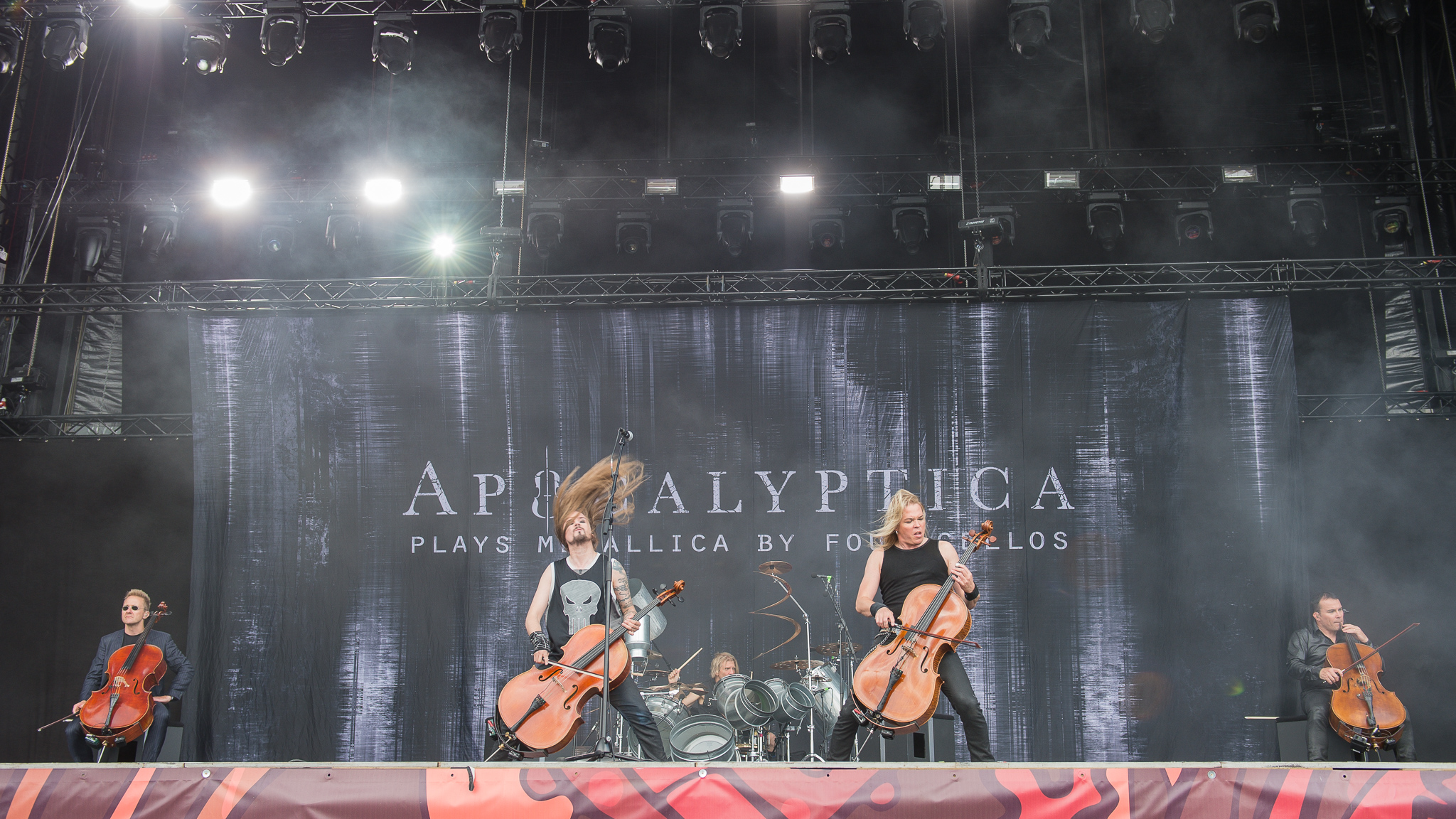
Apocalyptica.
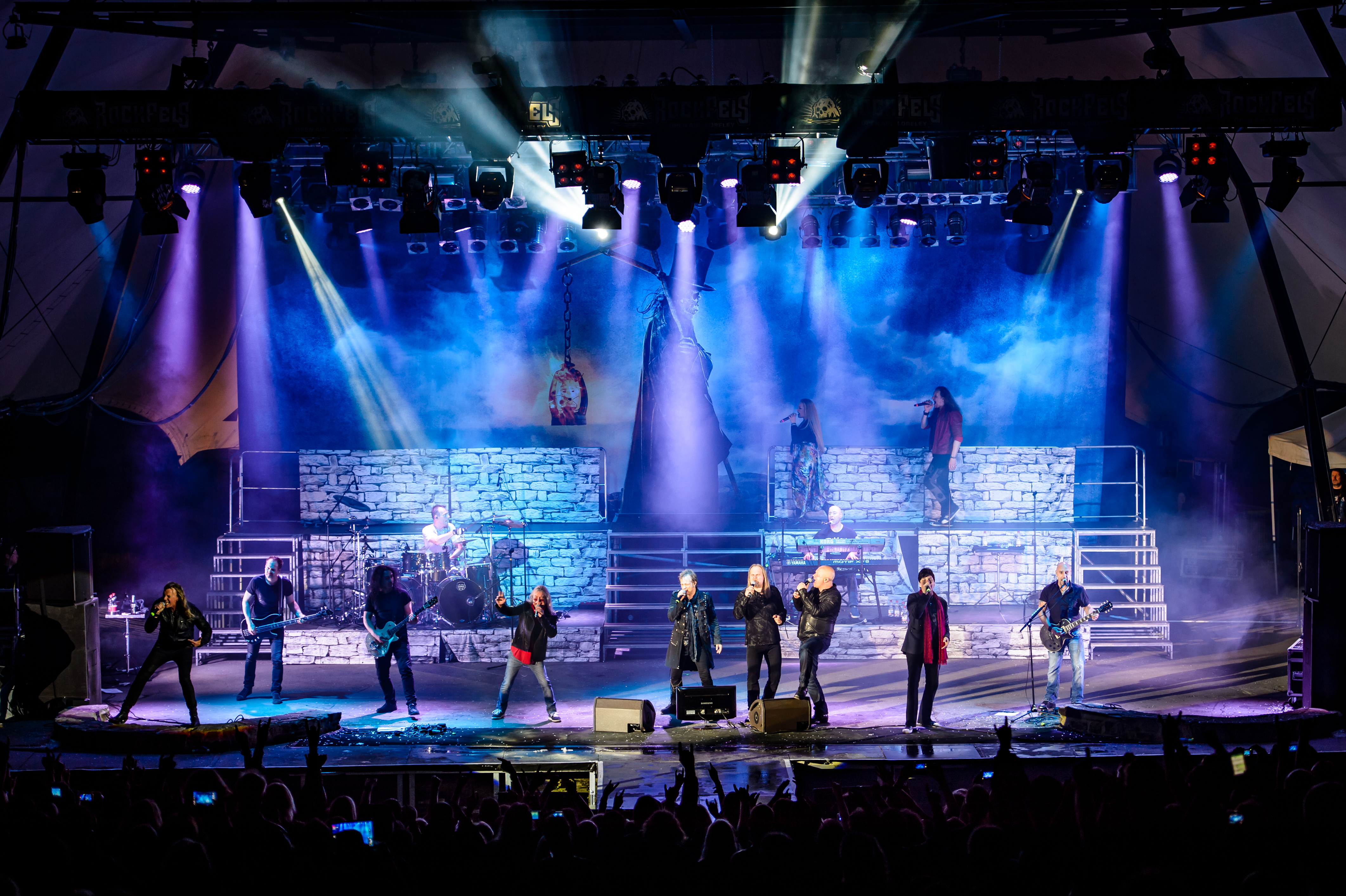
Avantasia.

| Ad Infinitum   | Suisse    |
| Adagio         | France    |
| After Forever, | Pays-Bas  |
| Almôra         | Turquie   |
| Amberian Dawn  | Finlande  |
| Angtoria       | Suède     |
| Anwynn         | Belgique  |
| Apocalyptica,  | Finlande  |
| Arcturus       | Norvège   |
| Arven          | Allemagne |
| Atargatis      | Allemagne |
| Auspex,        | France    |
| Avaland        | France    |
| Avantasia      | Allemagne |

Début de page
- After Forever.
- Apocalyptica.
- Avantasia.

## B
| Bal-Sagoth,       | Royaume-Uni |
| Battlelore        | Finlande    |
| Believer          | États-Unis  |
| Benighted Soul,   | France      |
| Beyond the Black, | Allemagne   |
| Blackbriar        | Pays-Bas    |
| Blind Guardian,   | Allemagne   |

Début de page

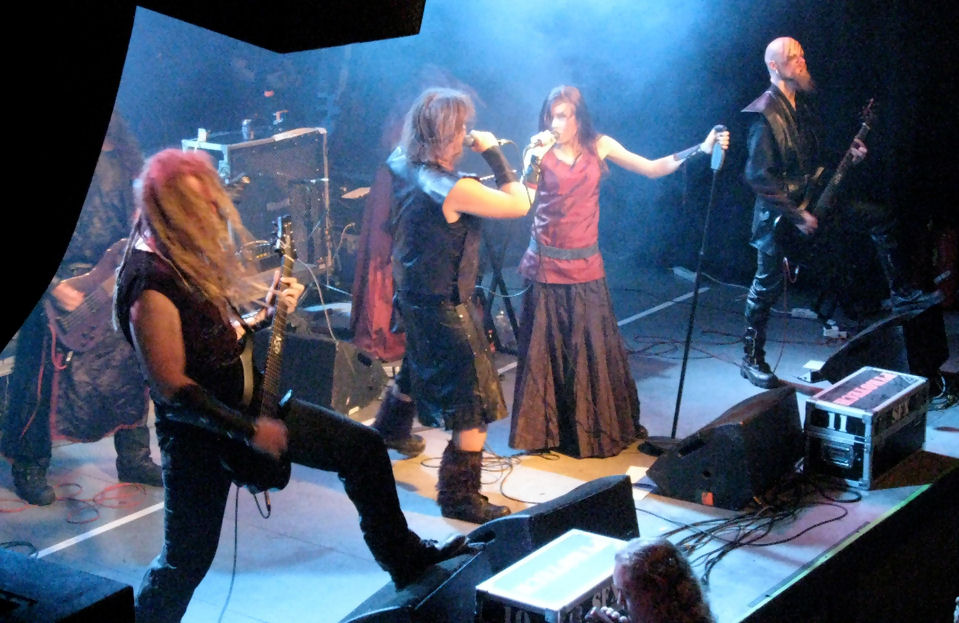
Battlelore.
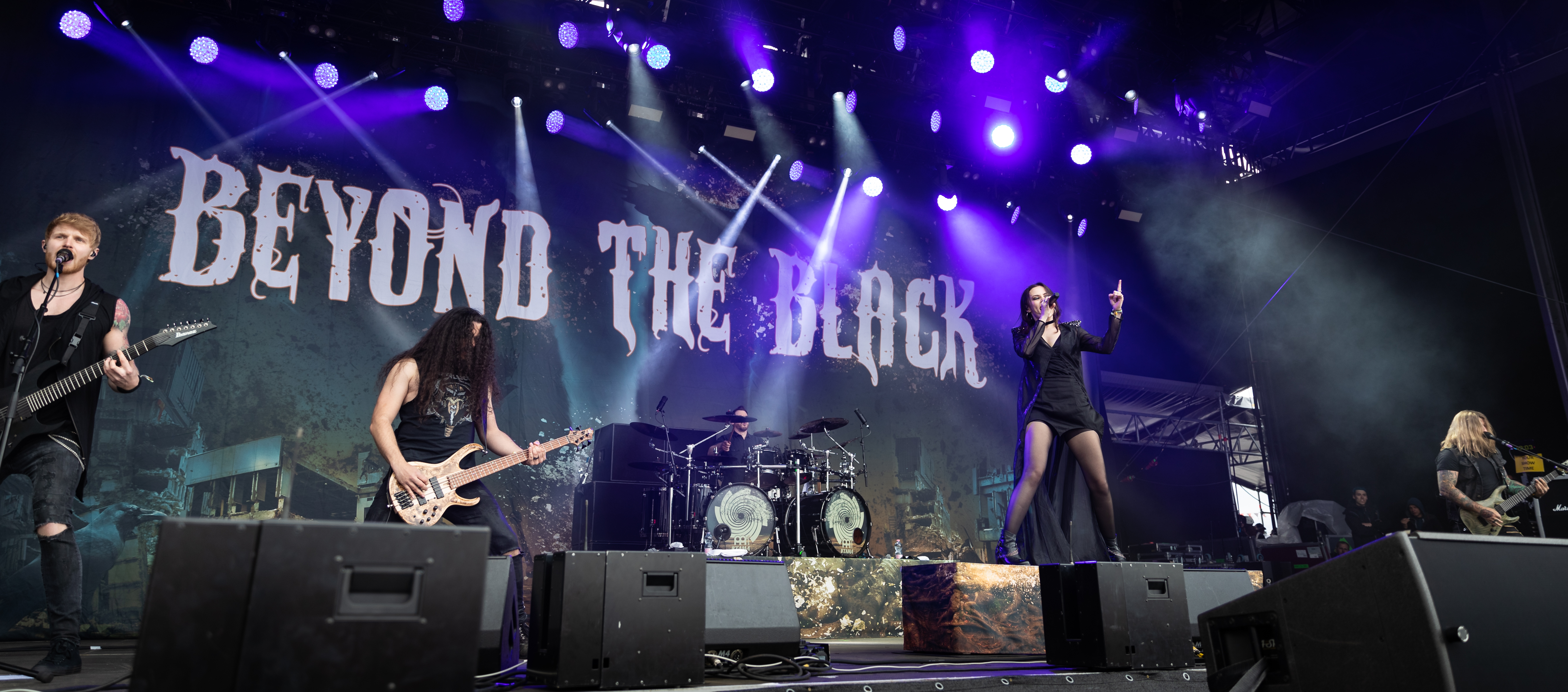
Beyond the Black.

## C
| Coronatus        | Allemagne   |
| Cradle of Filth, | Royaume-Uni |

Début de page

## D

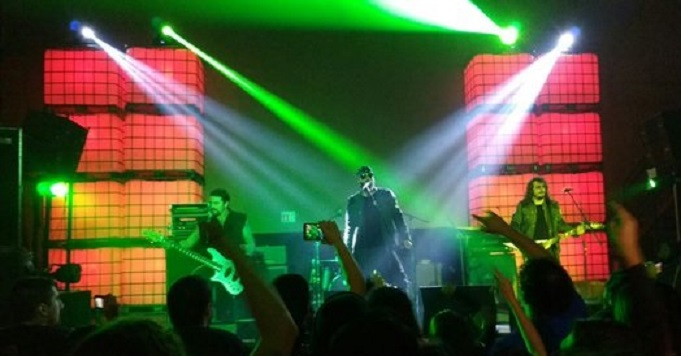
Dark Moor.
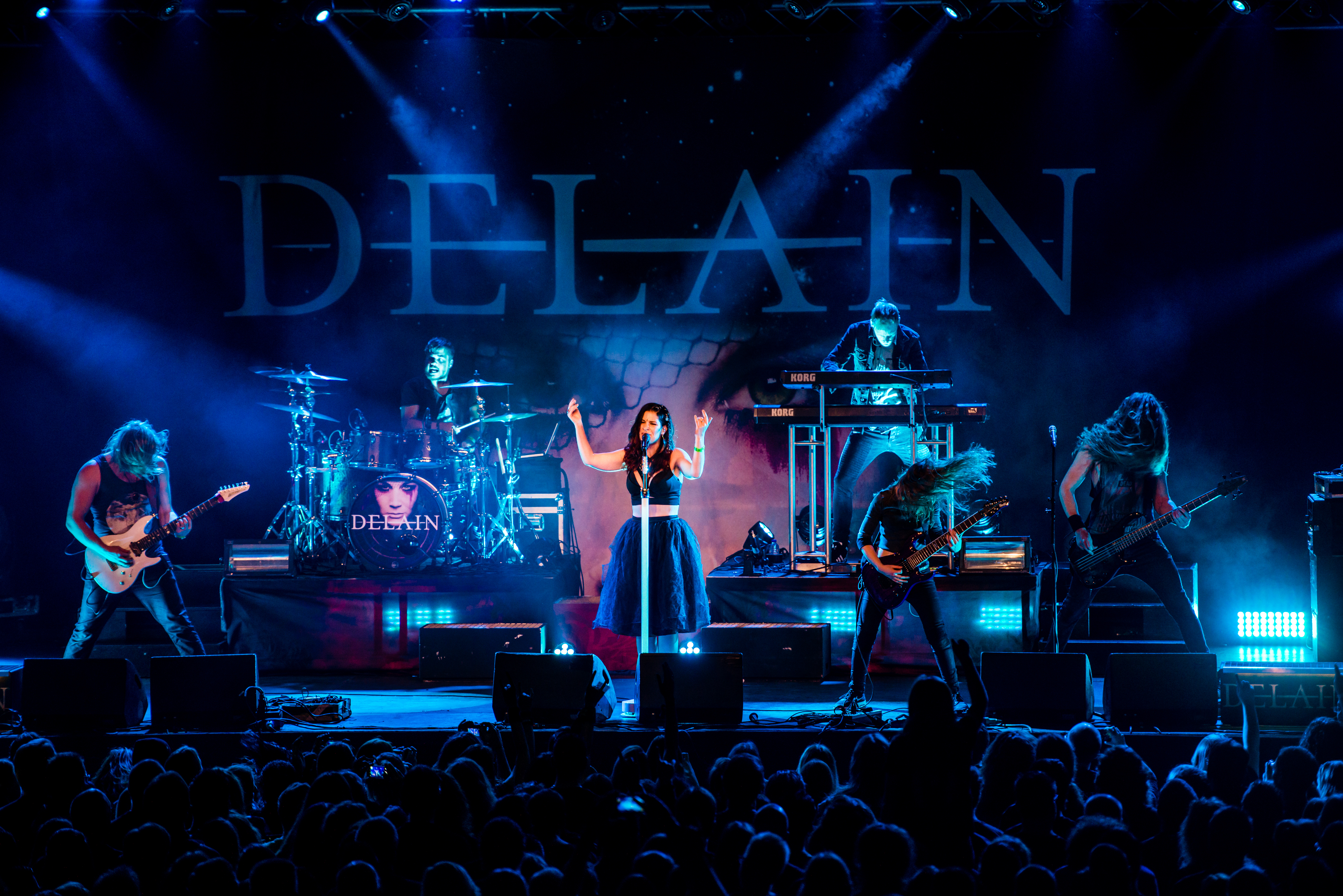
Delain.

| Dark Moor           | Espagne  |
| Dark Sarah          | Finlande |
| DarkSun             | Espagne  |
| Delain,             | Pays-Bas |
| Diabulus in Musica, | Espagne  |
| Dimmu Borgir,       | Norvège  |
| Divinefire          | Suède    |
| Dragonland          | Suède    |

Début de page
- Dark Moor.
- Delain.

## E
| Edenbridge,             | Autriche      |
| Epica,                  | Pays-Bas      |
| Eternal Tears of Sorrow | Finlande      |
| Evanescence             | États-Unis    |
| Exit Eden               | International |

Début de page

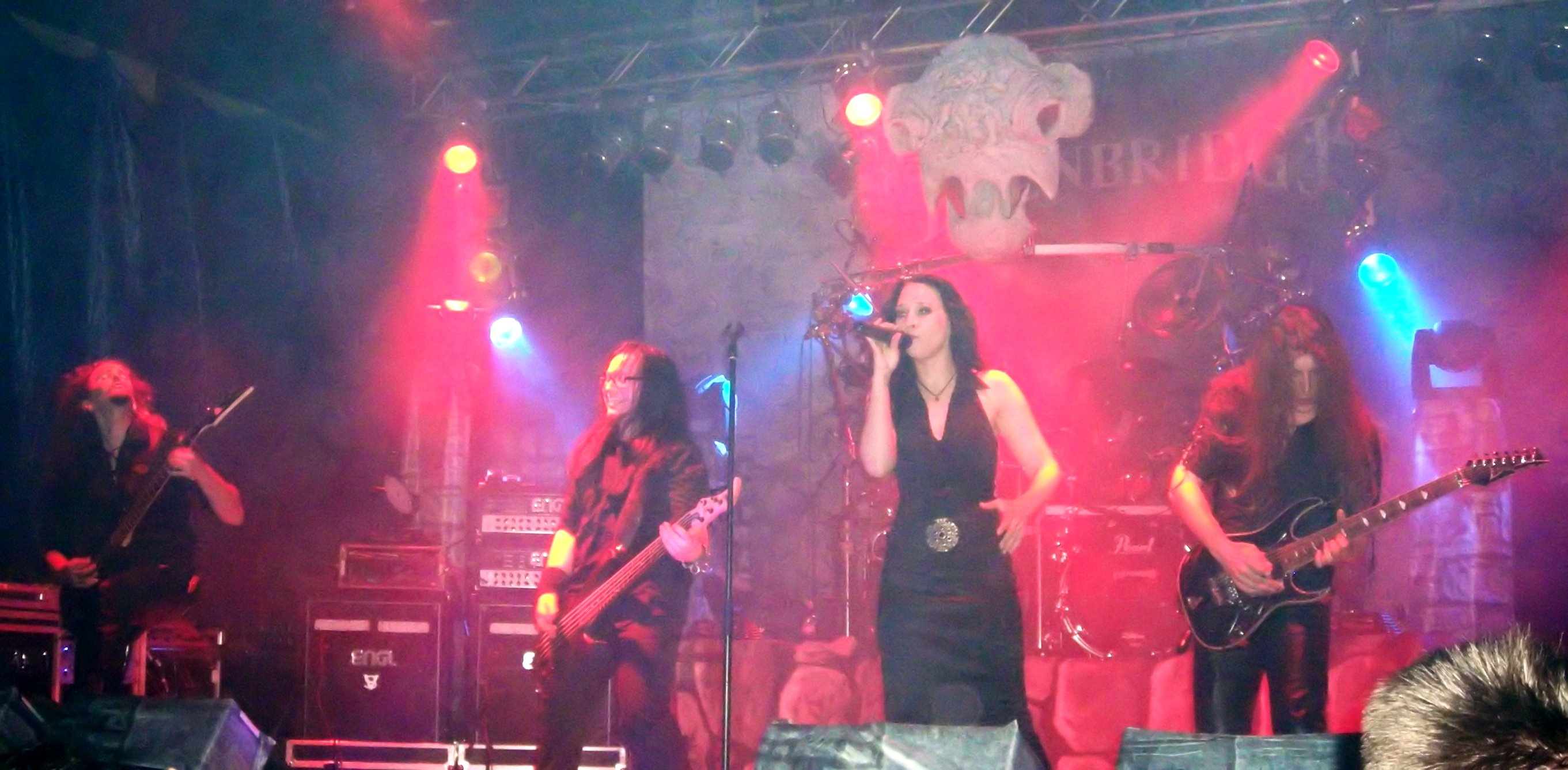
Edenbridge.
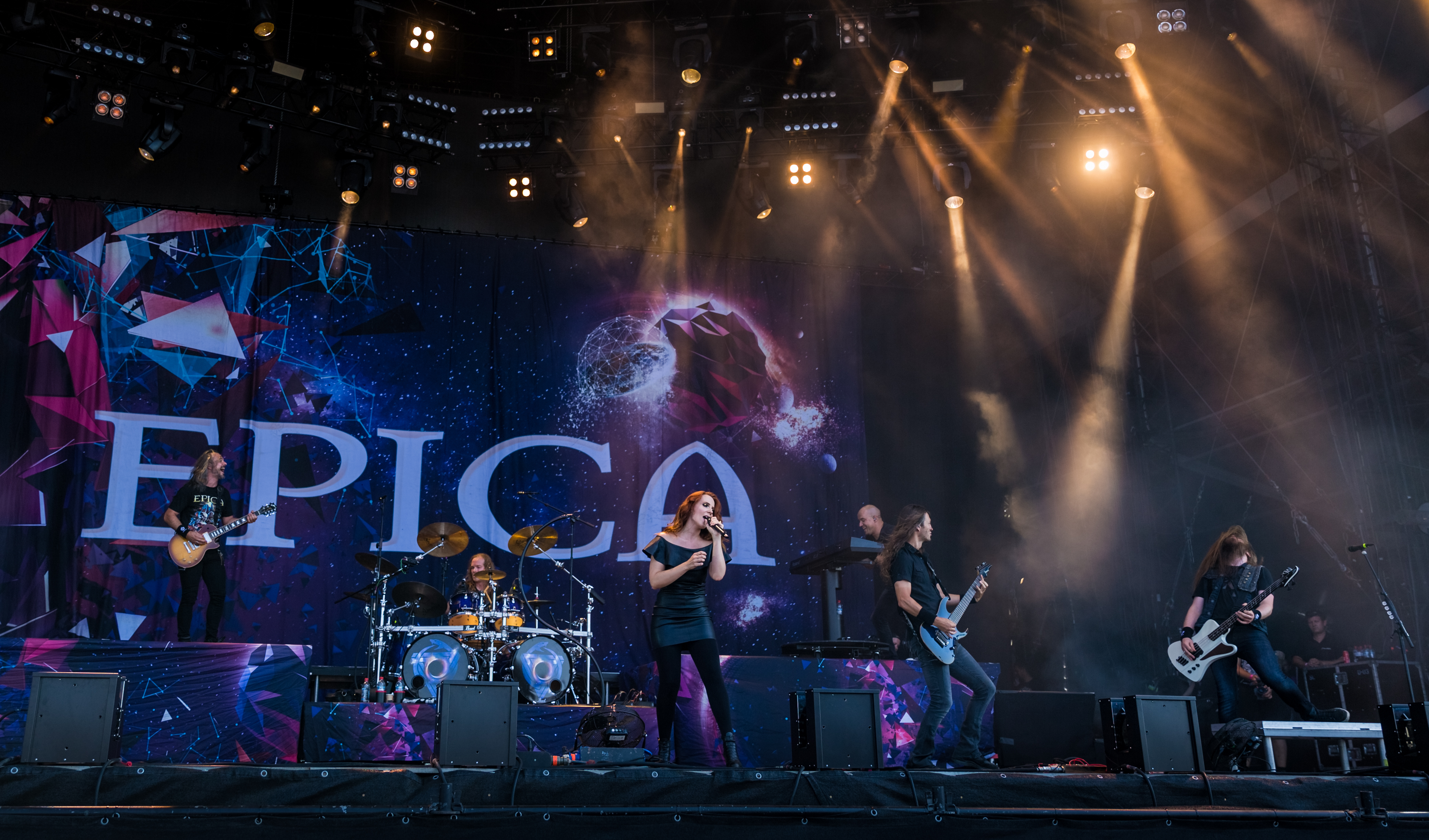
Epica.
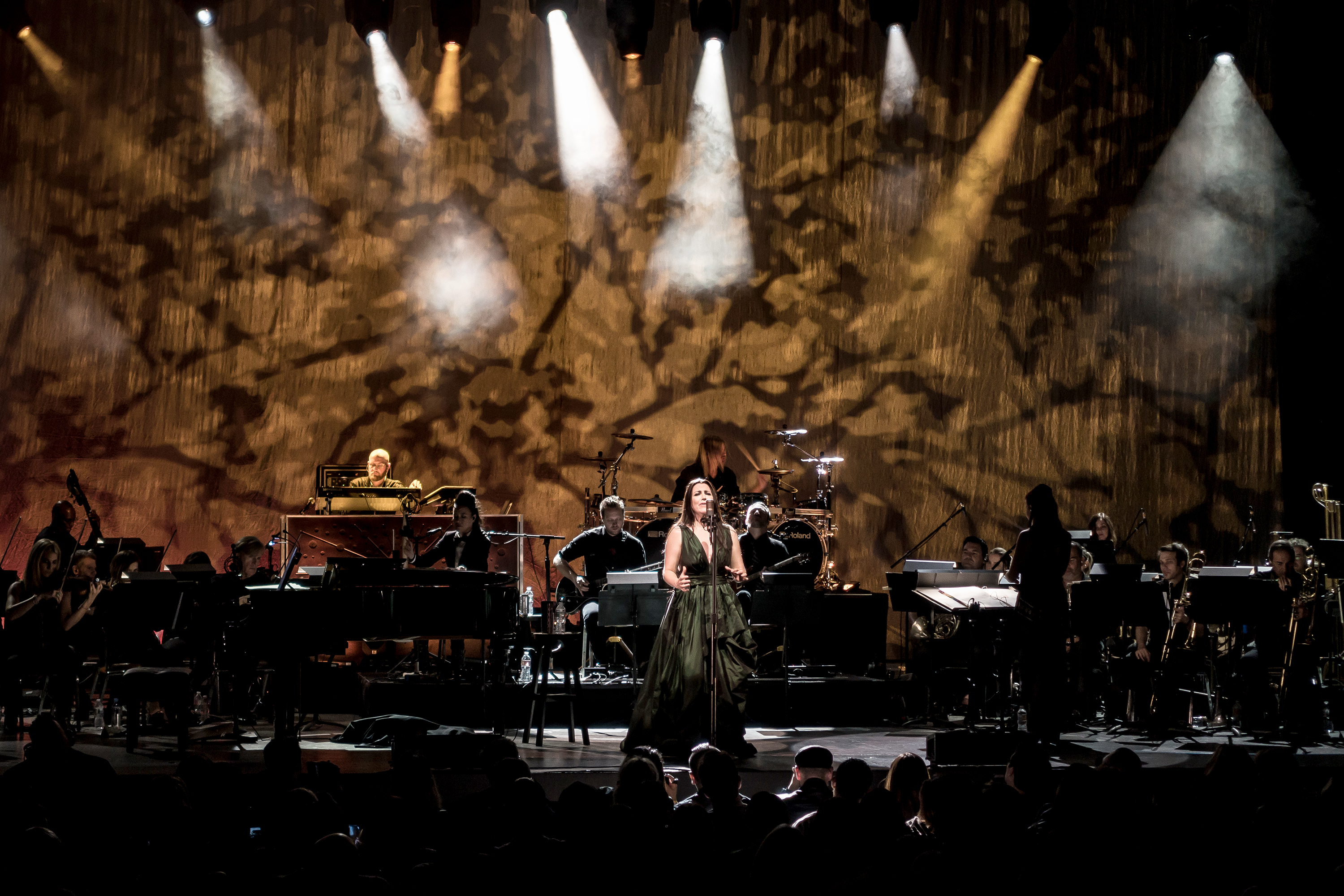
Evanescence.

## F
| Fairyland            | France |
| Fleshgod Apocalypse, | Italie |

Début de page

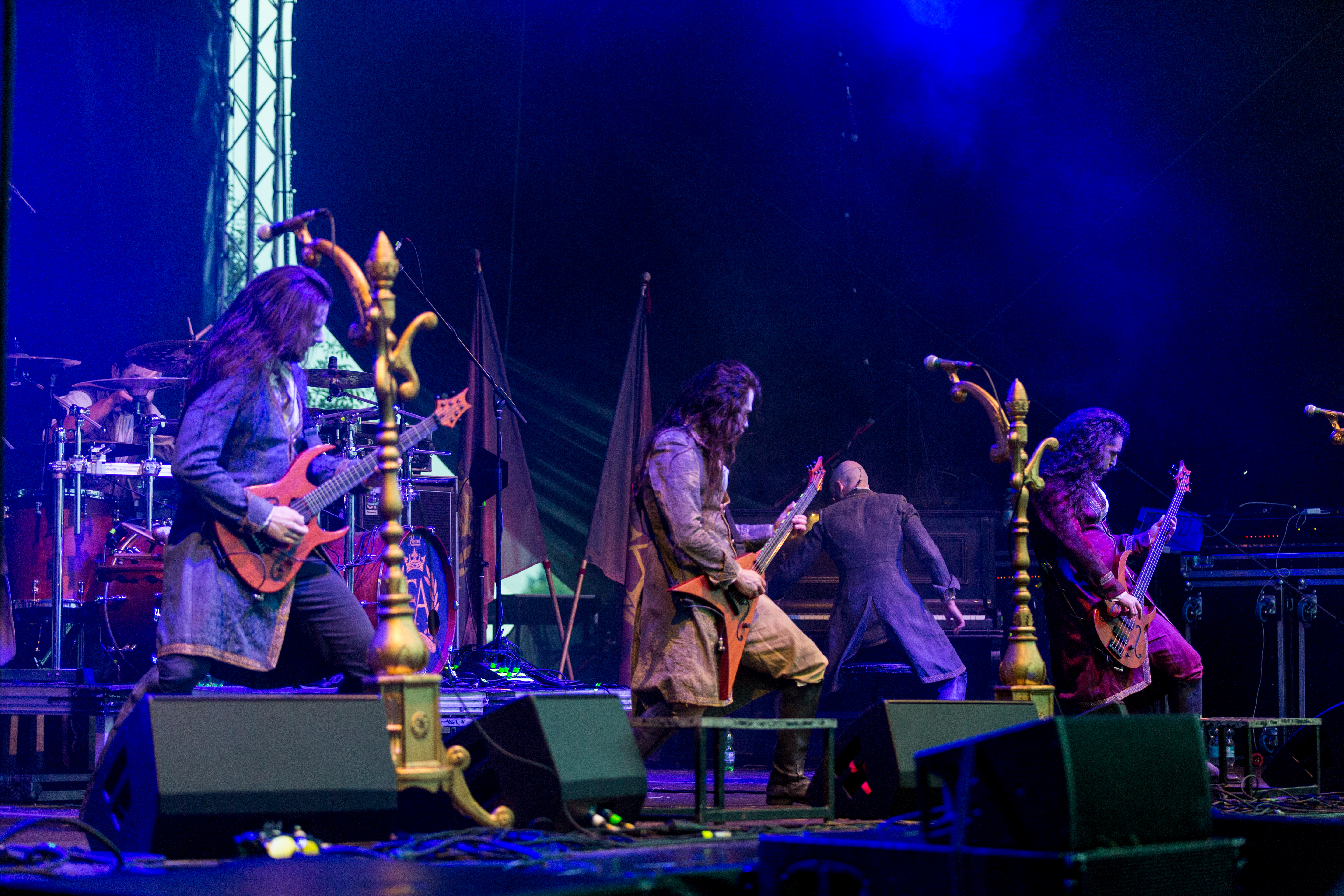
Fleshgod Apocalypse.

## G
| The Gathering    | Pays-Bas |
| The Gentle Storm | Pays-Bas |

Début de page

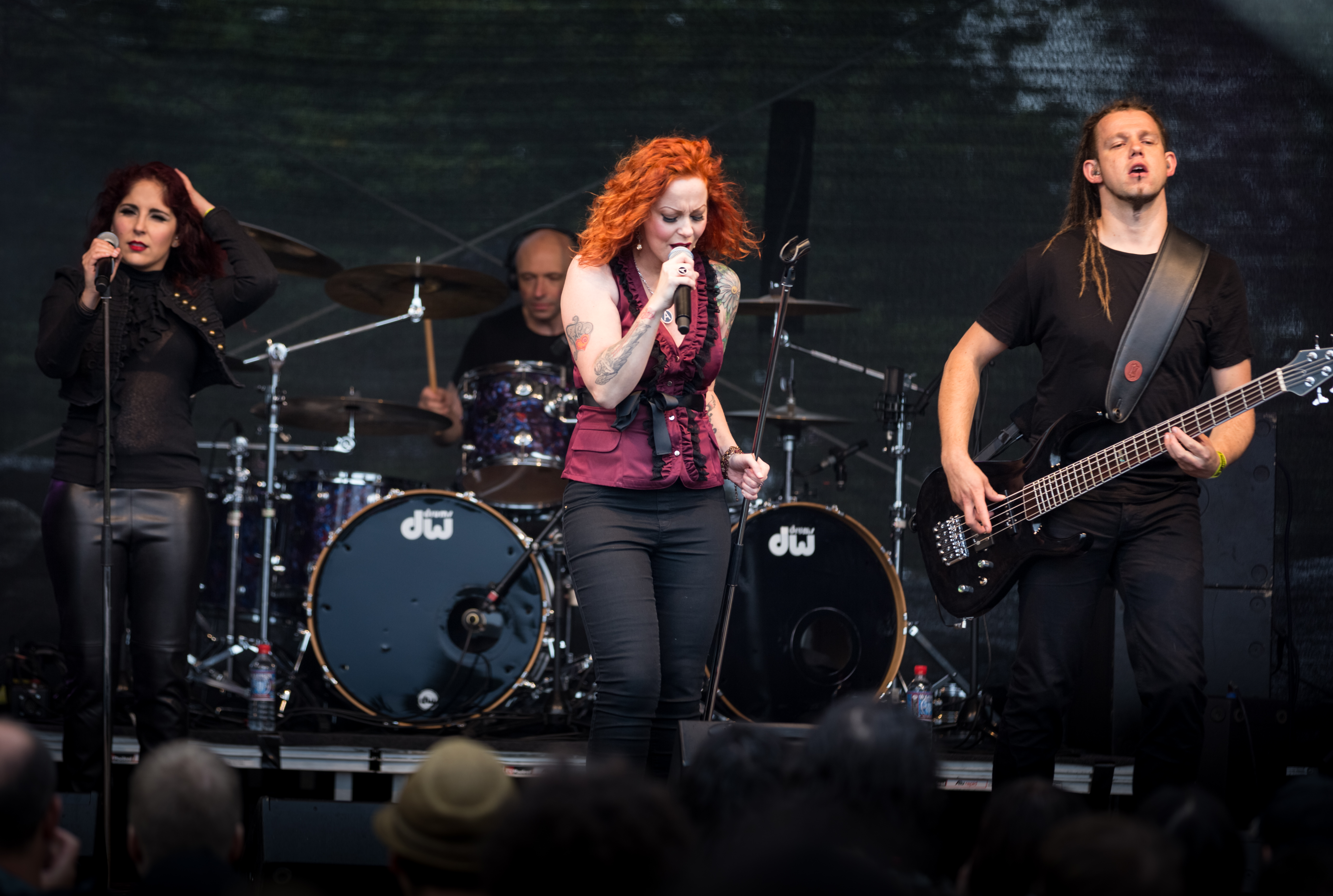
The Gentle Storm.

## H
| Haggard,   | Allemagne |
| HB,        | Finlande  |
| Hollenthon | Autriche  |

Début de page

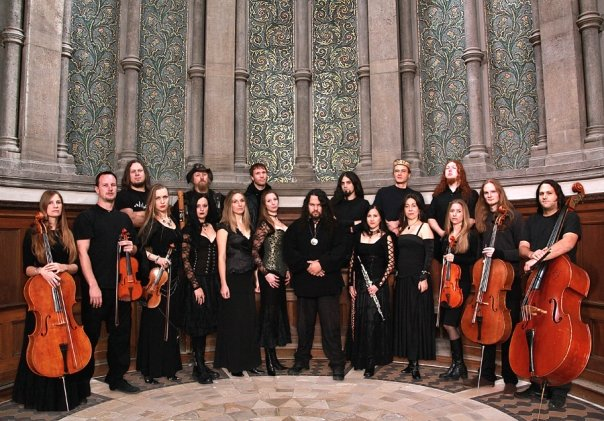
Haggard.

## I
| Ice Nine Kills | États-Unis |
| Imperia        | Europe     |
| Imperial Age   | Russie     |

Début de page

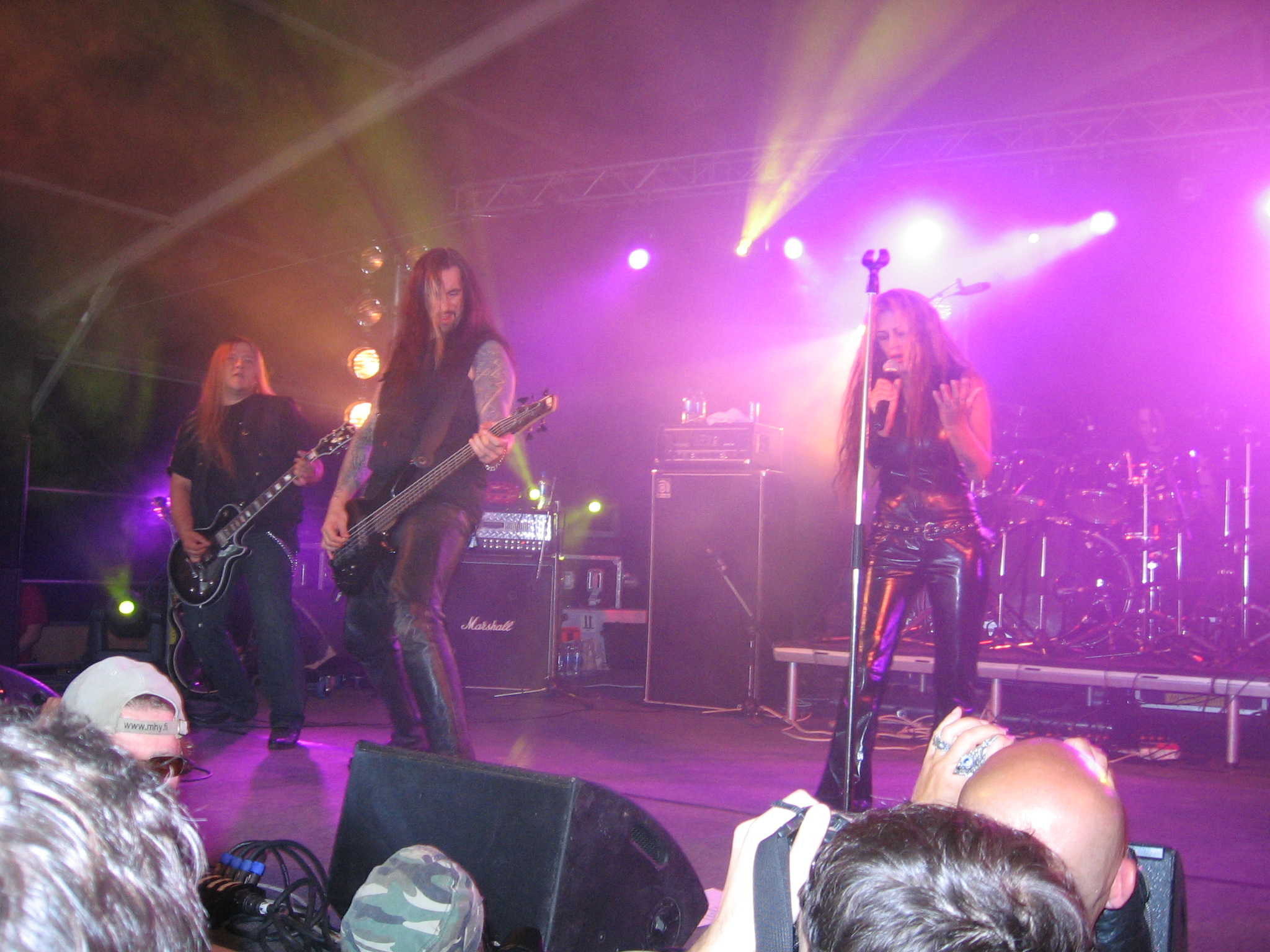
Imperia.

## K

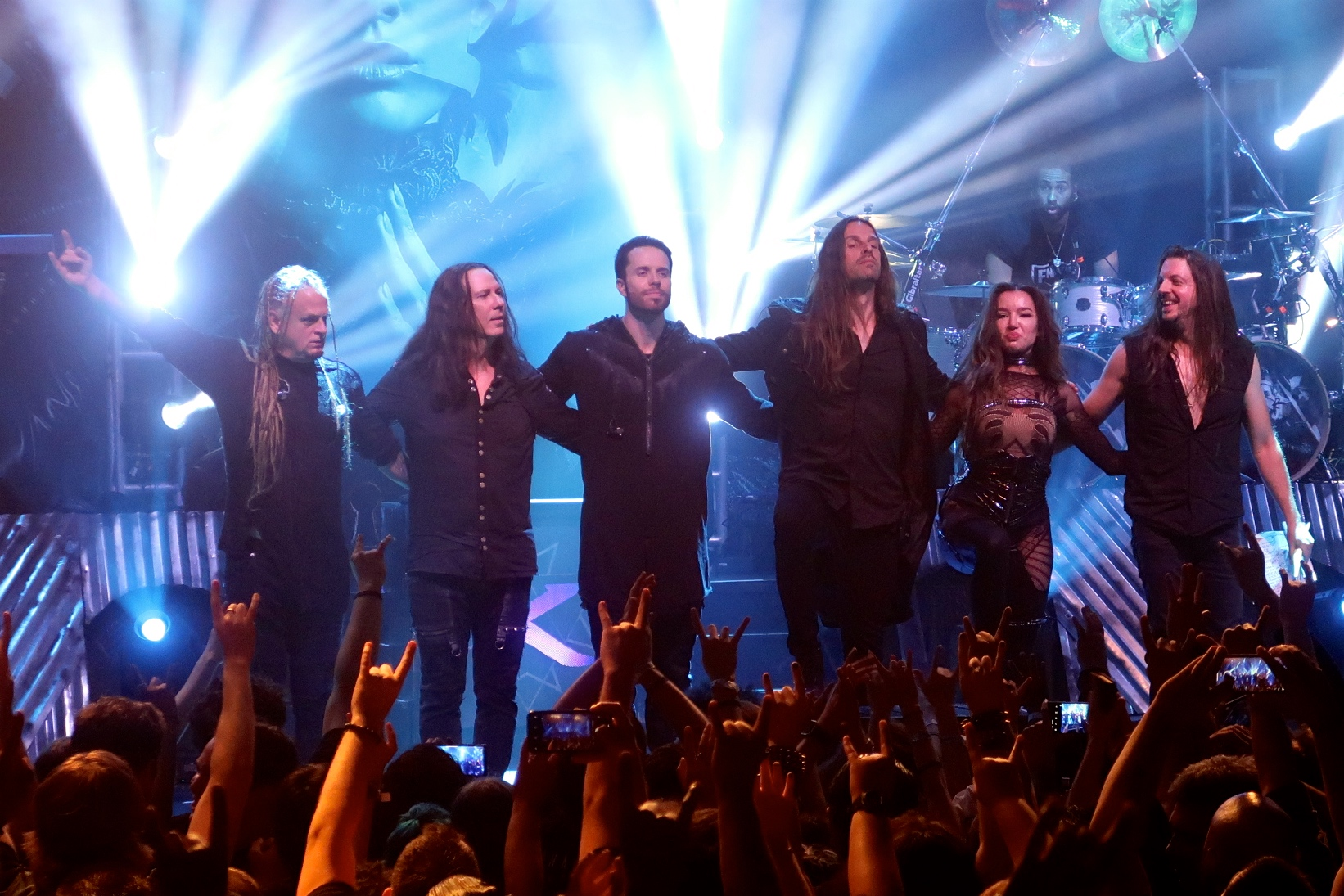
Kamelot.

| Kamelot,          | États-Unis |
| Karelia           | France     |
| Kells,            | France     |
| Kerion            | France     |
| Kivimetsän Druidi | Finlande   |
| Krypteria         | Allemagne  |

Début de page
- Kamelot.

## L

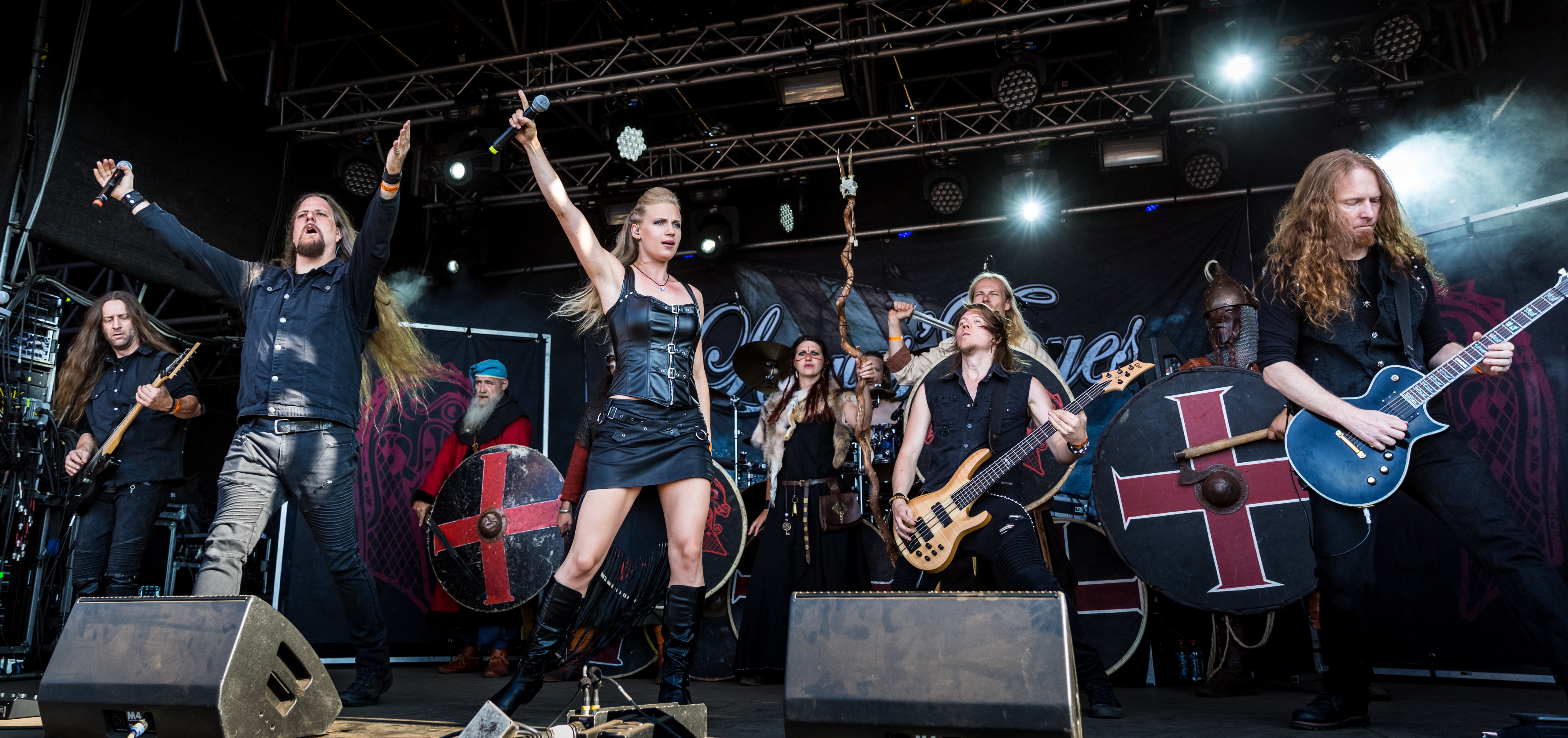
Leaves' Eyes.

| Lacrimosa               | Allemagne           |
| Lacuna Coil,            | Italie              |
| Leaves' Eyes,           | Allemagne / Norvège |
| Luca Turilli's Rhapsody | Italie              |
| Lunatica,               | Suisse              |

Début de page
- Leaves' Eyes.

## M

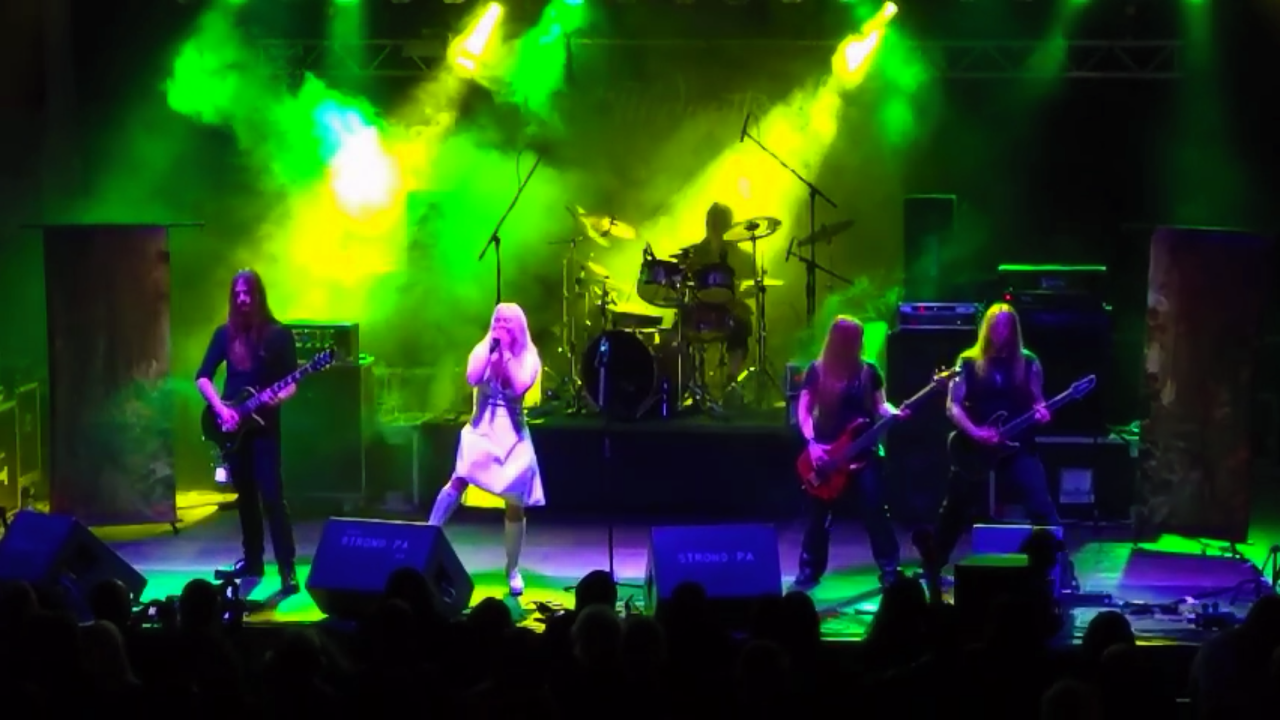
Midnattsol.

| Magica         | Roumanie            |
| Manic Movement | Belgique            |
| MaYaN,         | Pays-Bas            |
| Midnattsol,    | Allemagne / Norvège |
| Métalwings     | Bulgarie            |

Début de page
- Midnattsol.

## N
| Nemesea        | Pays-Bas |
| Nightwish,     | Finlande |
| Northern Kings | Finlande |

Début de page

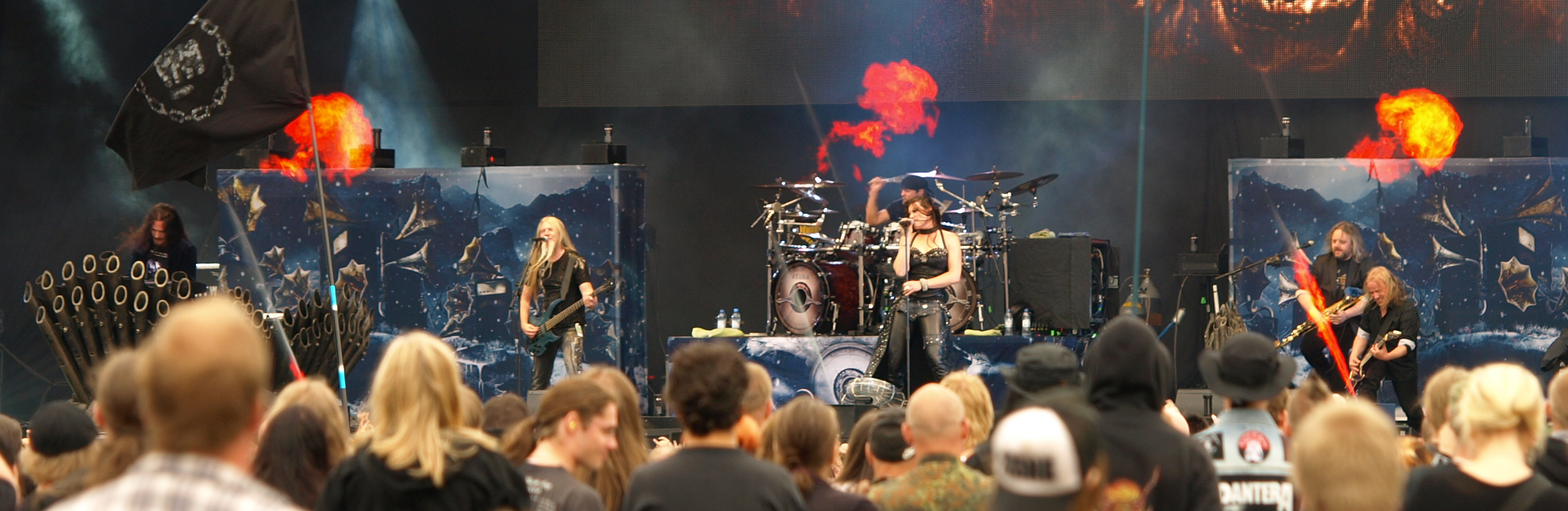
Nightwish.

## P
| Pathfinder | Pologne |
| Penumbra   | France  |

Début de page

## R
| ReinXeed          | Suède    |
| ReVamp,           | Pays-Bas |
| Rhapsody of Fire, | Italie   |

Début de page

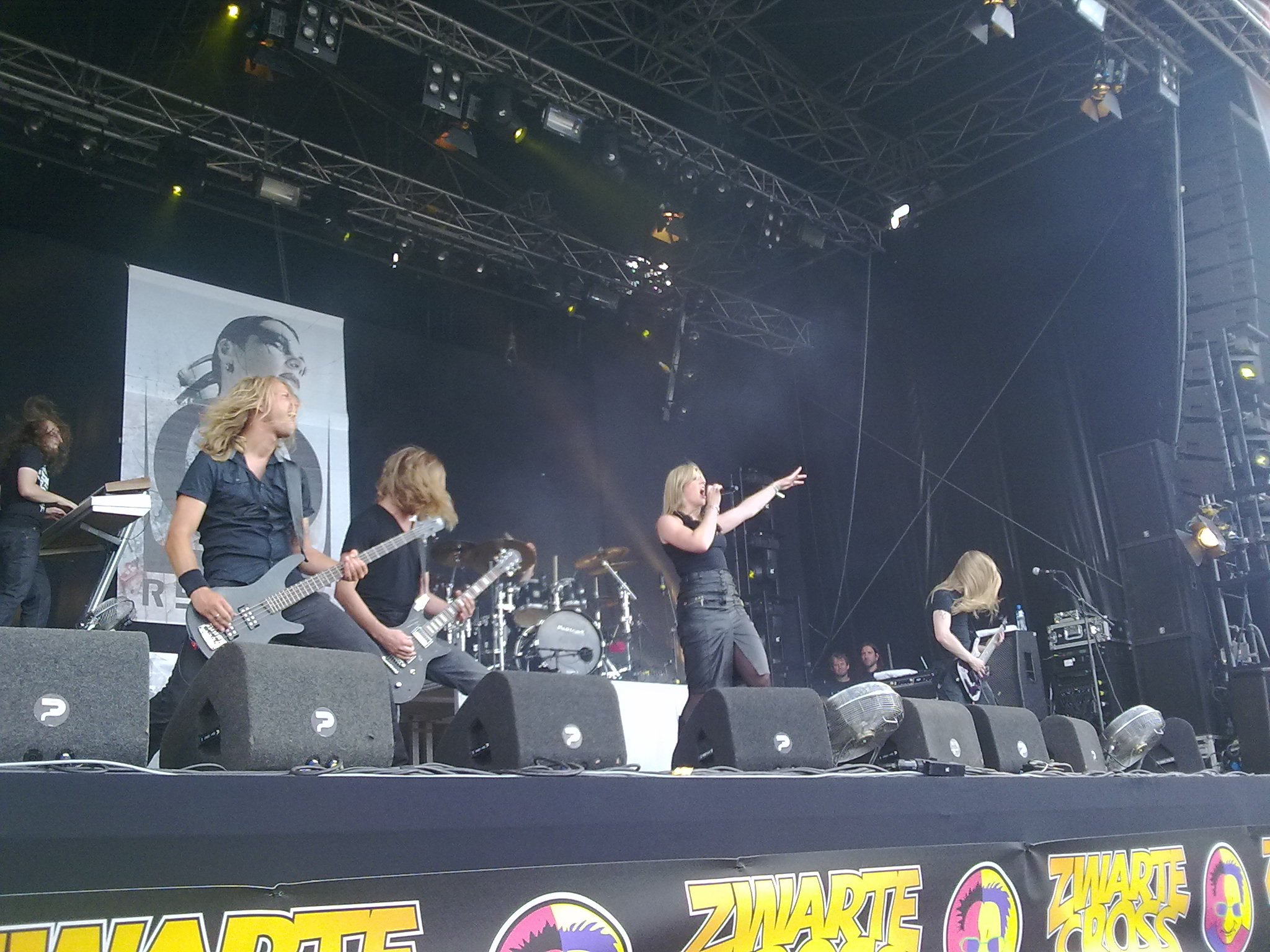
ReVamp.

## S
| Septicflesh,       | Grèce      |
| Serenity,          | Autriche   |
| Sirenia,           | Norvège    |
| Skillet            | États-Unis |
| Sonata Arctica     | Finlande   |
| Sons of Seasons    | Allemagne  |
| Stratovarius,      | Finlande   |
| Stream of Passion, | Pays-Bas   |

Début de page

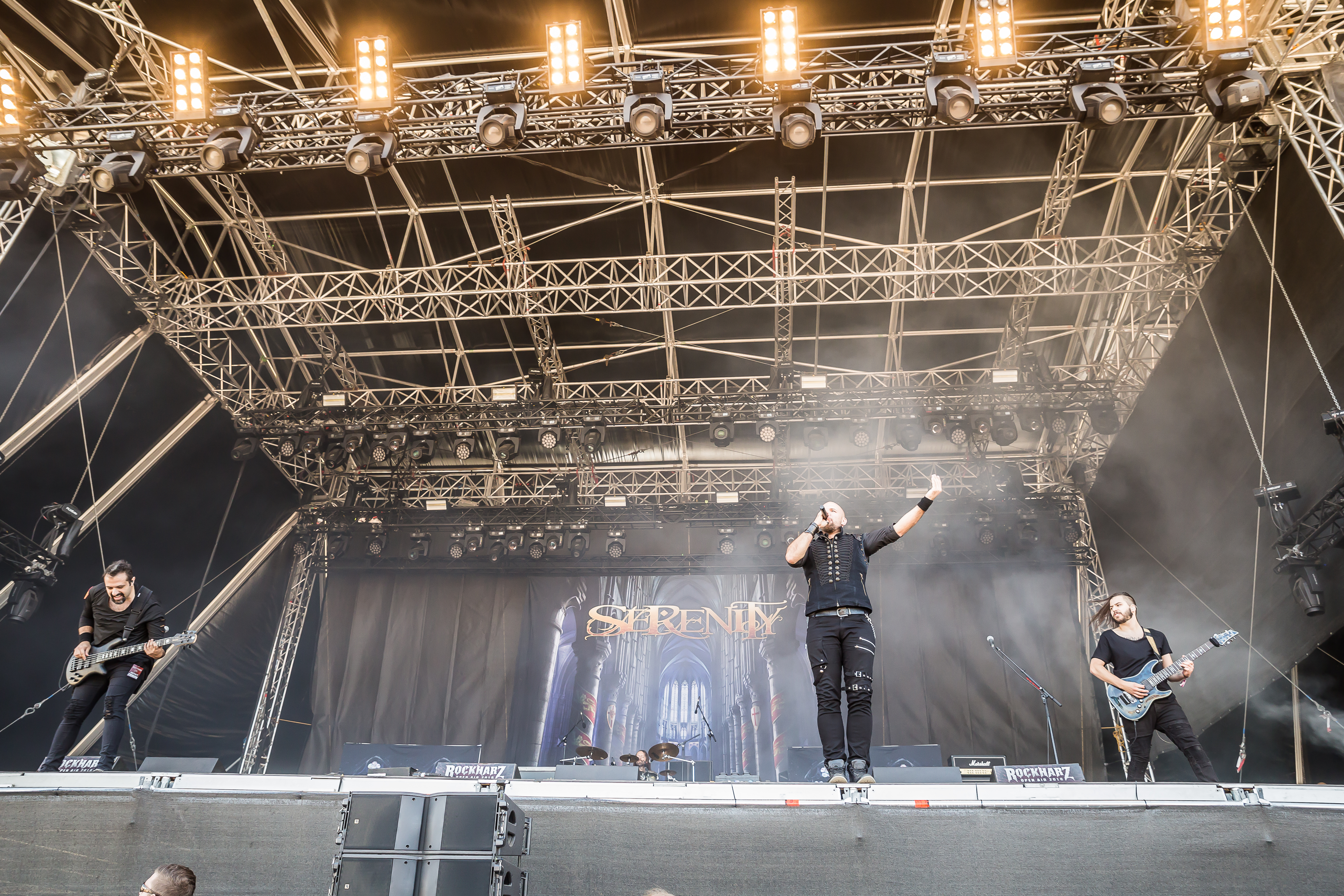
Serenity.
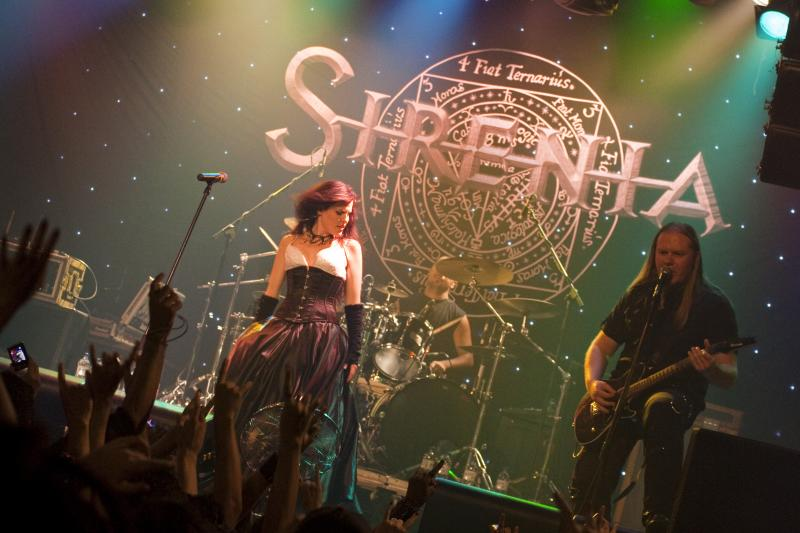
Sirenia.
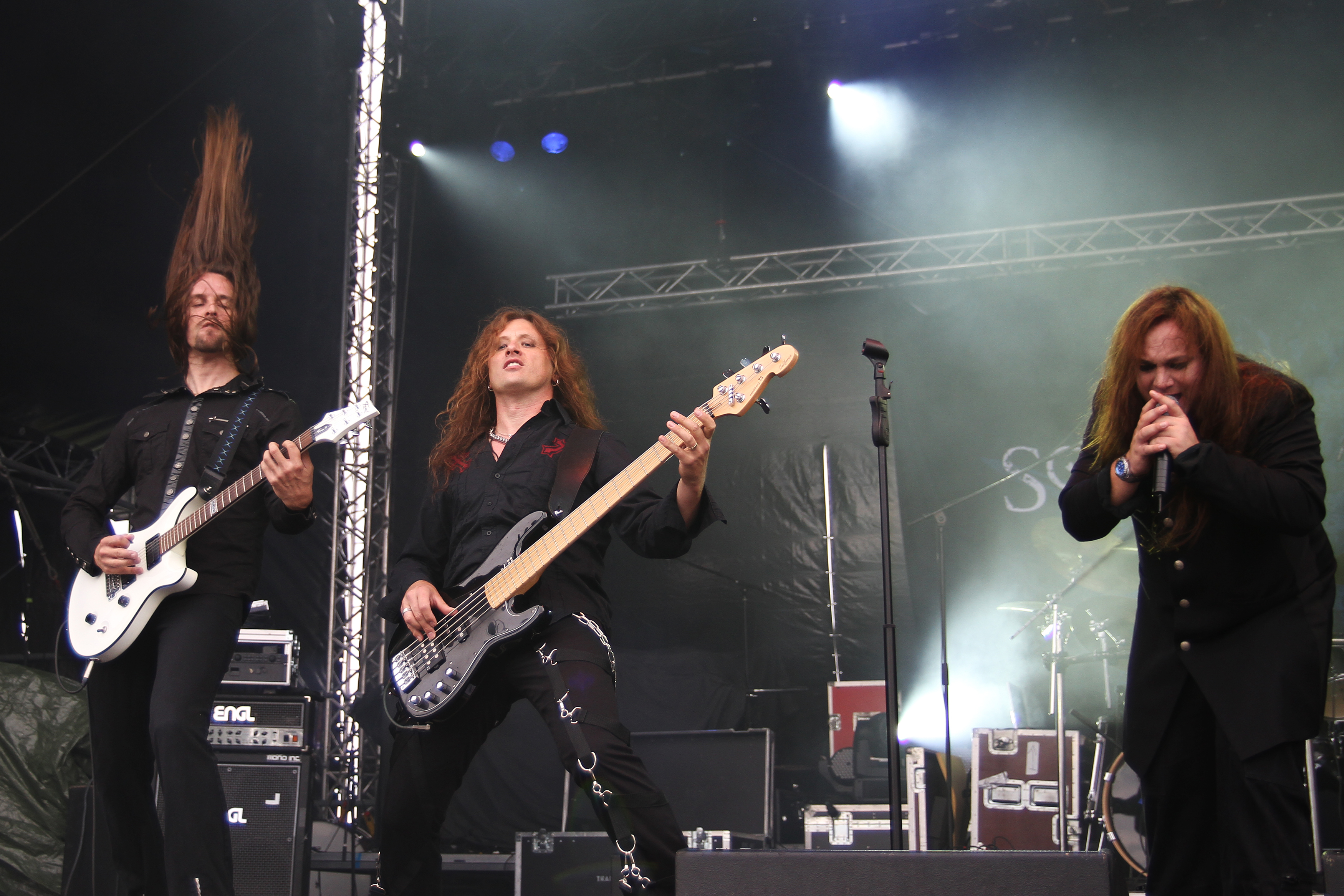
Sons of Seasons.
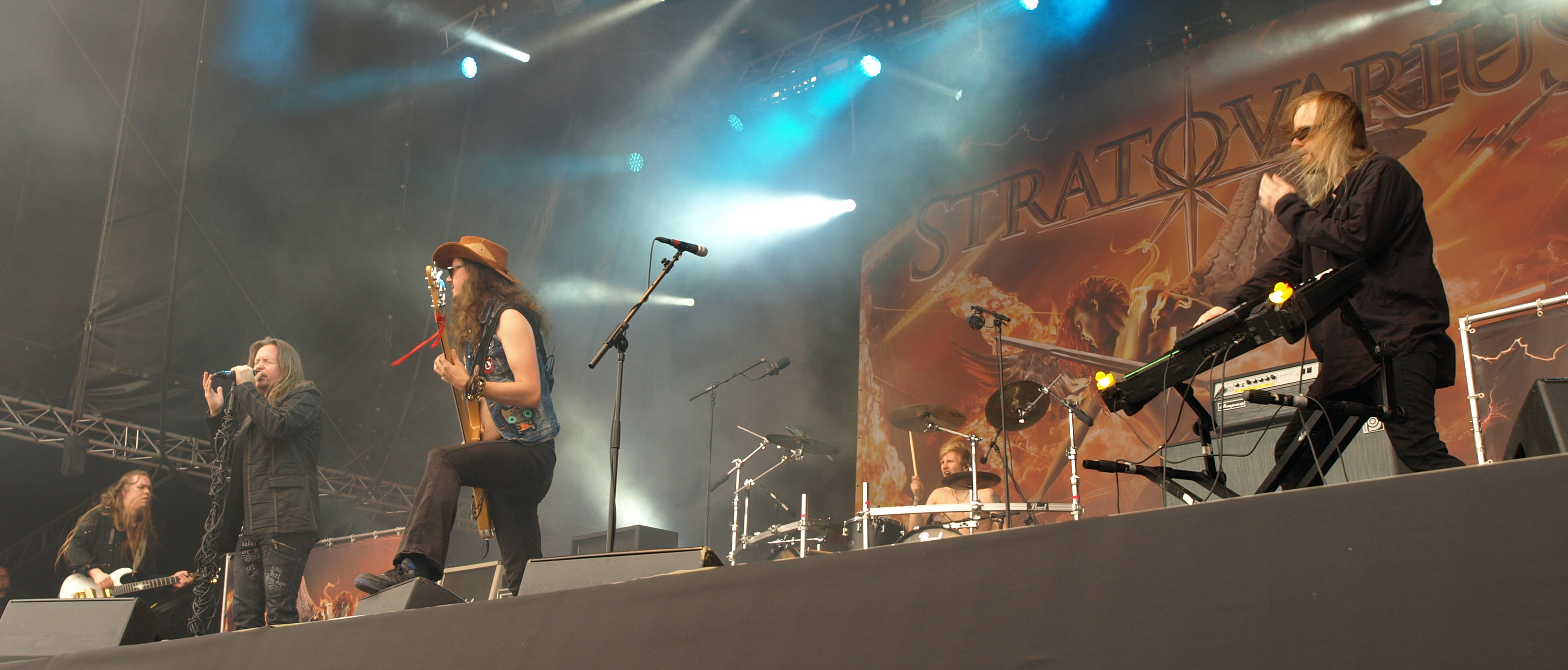
Stratovarius.

## T
| Therion,                  | Suède      |
| Thy Majestie              | Italie     |
| Tiamat                    | Suède      |
| Trail of Tears            | Norvège    |
| Trans-Siberian Orchestra, | États-Unis |
| Tristania,                | Norvège    |
| Turisas,                  | Finlande   |

Début de page

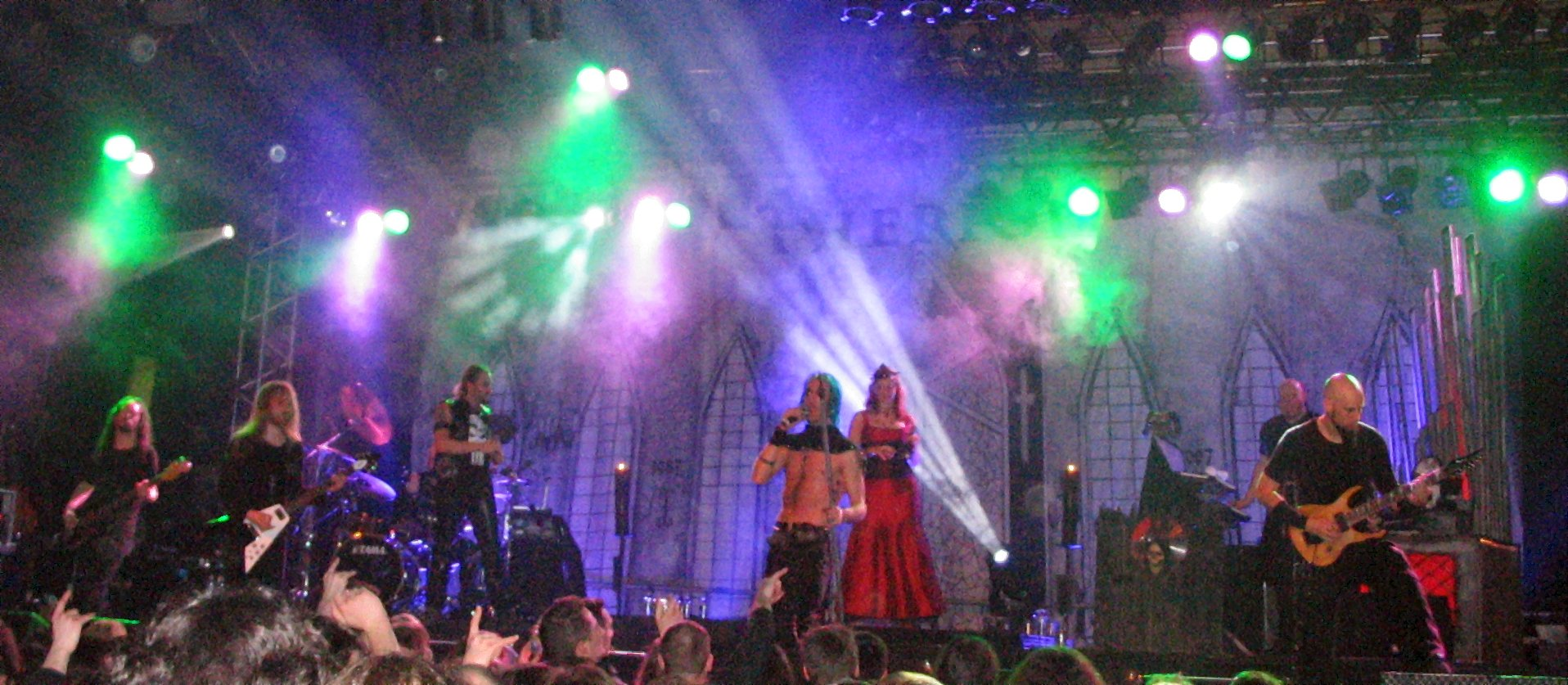
Therion.
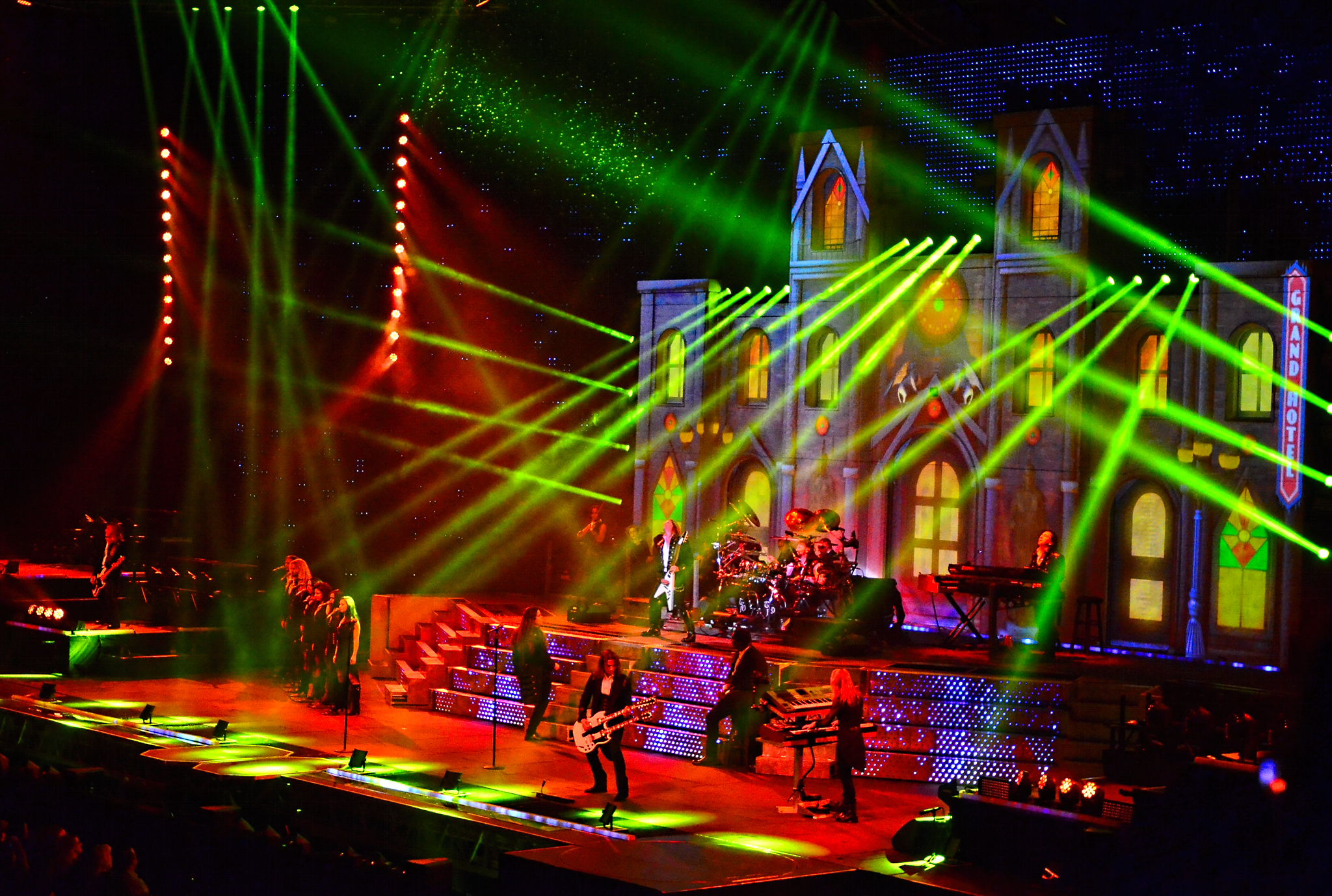
Trans-Siberian Orchestra.

## V
| Versailles,          | Japon     |
| Virgin Black         | Australie |
| Visions of Atlantis, | Autriche  |
| Voices of Destiny    | Allemagne |

Début de page

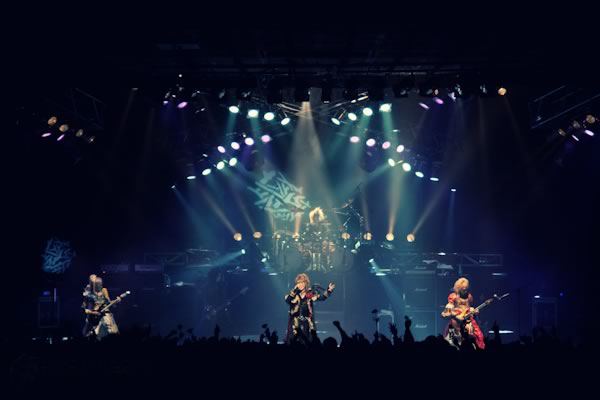
Versailles.
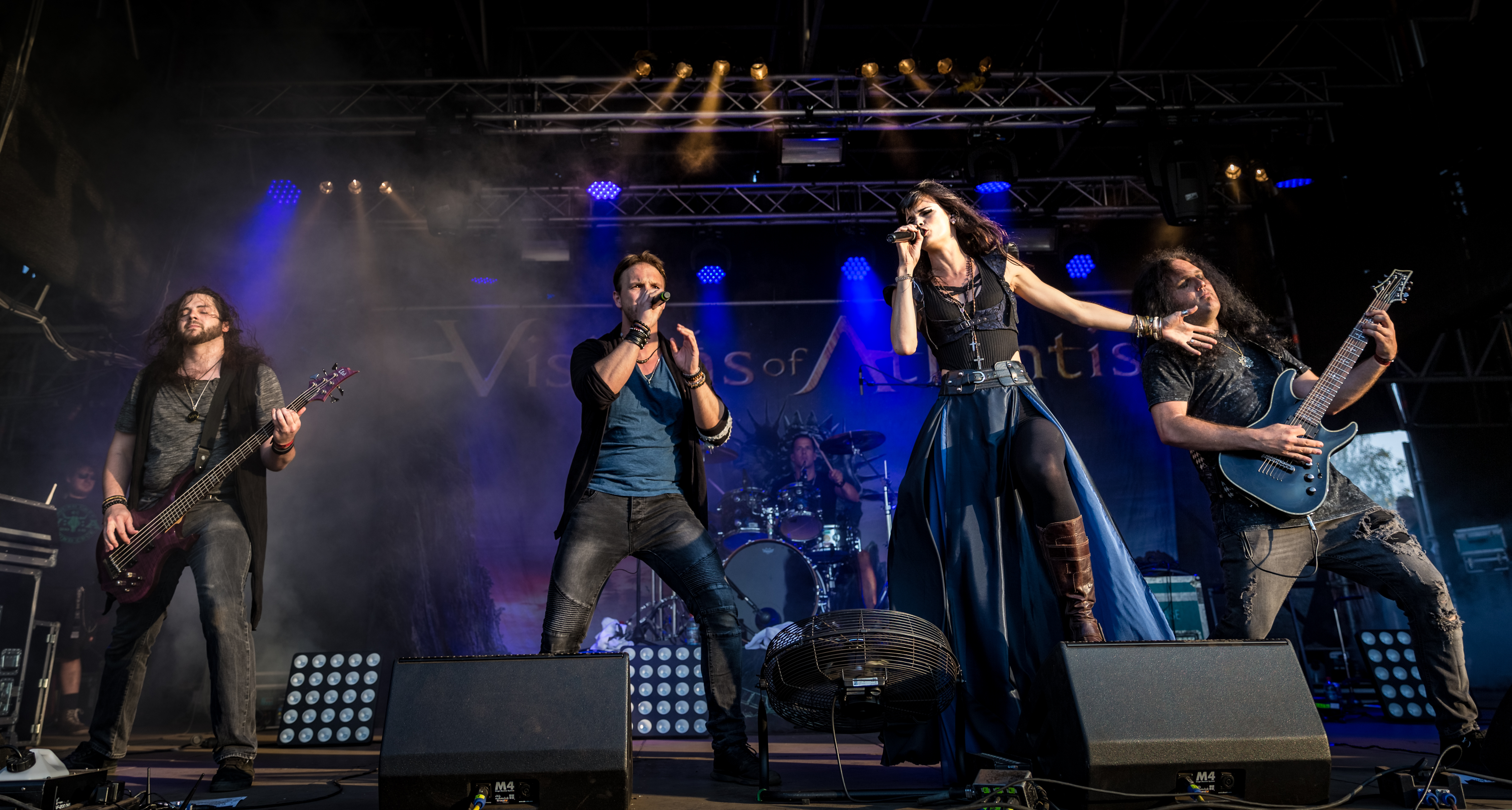
Visions of Atlantis.

## W
| Welicoruss         | Russie     |
| Whyzdom,           | France     |
| Winds of Plague    | États-Unis |
| Within Temptation, | Pays-Bas   |

Début de page

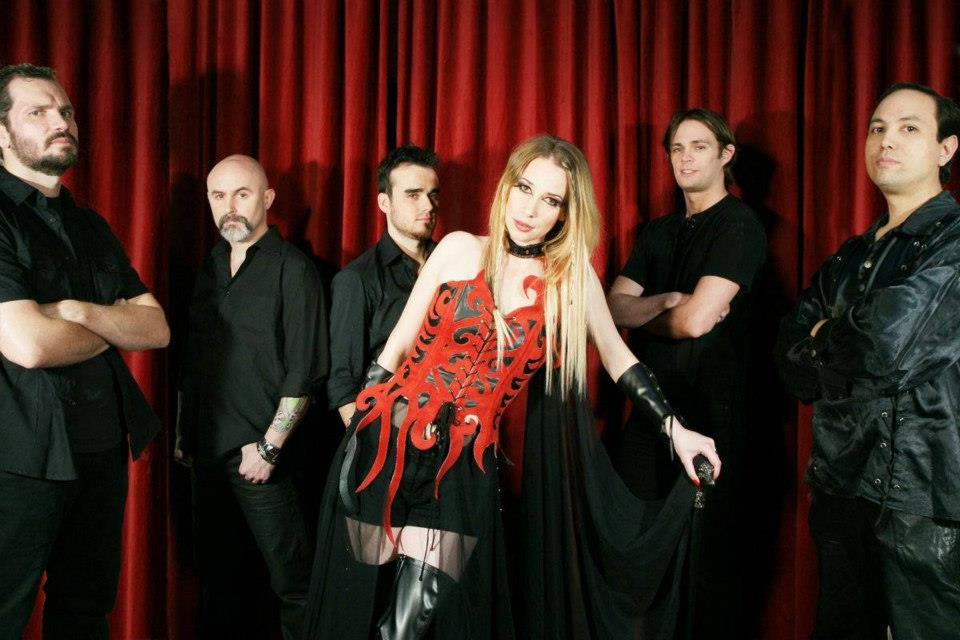
Whyzdom.
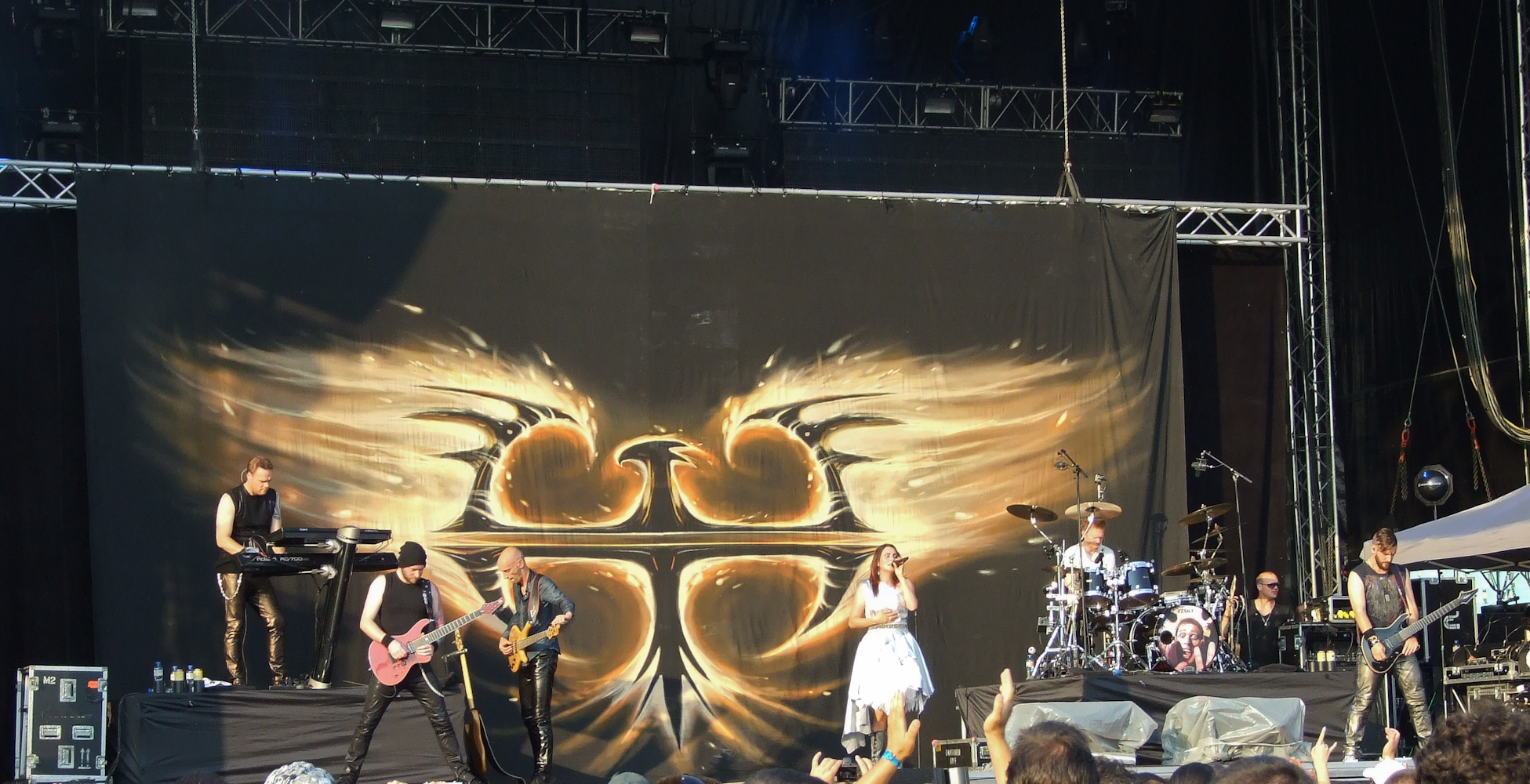
Within Temptation.

## X
| X Japan, | Japon       |
| Xandria, | Allemagne   |
| Xerath,  | Royaume-Uni |

Début de page

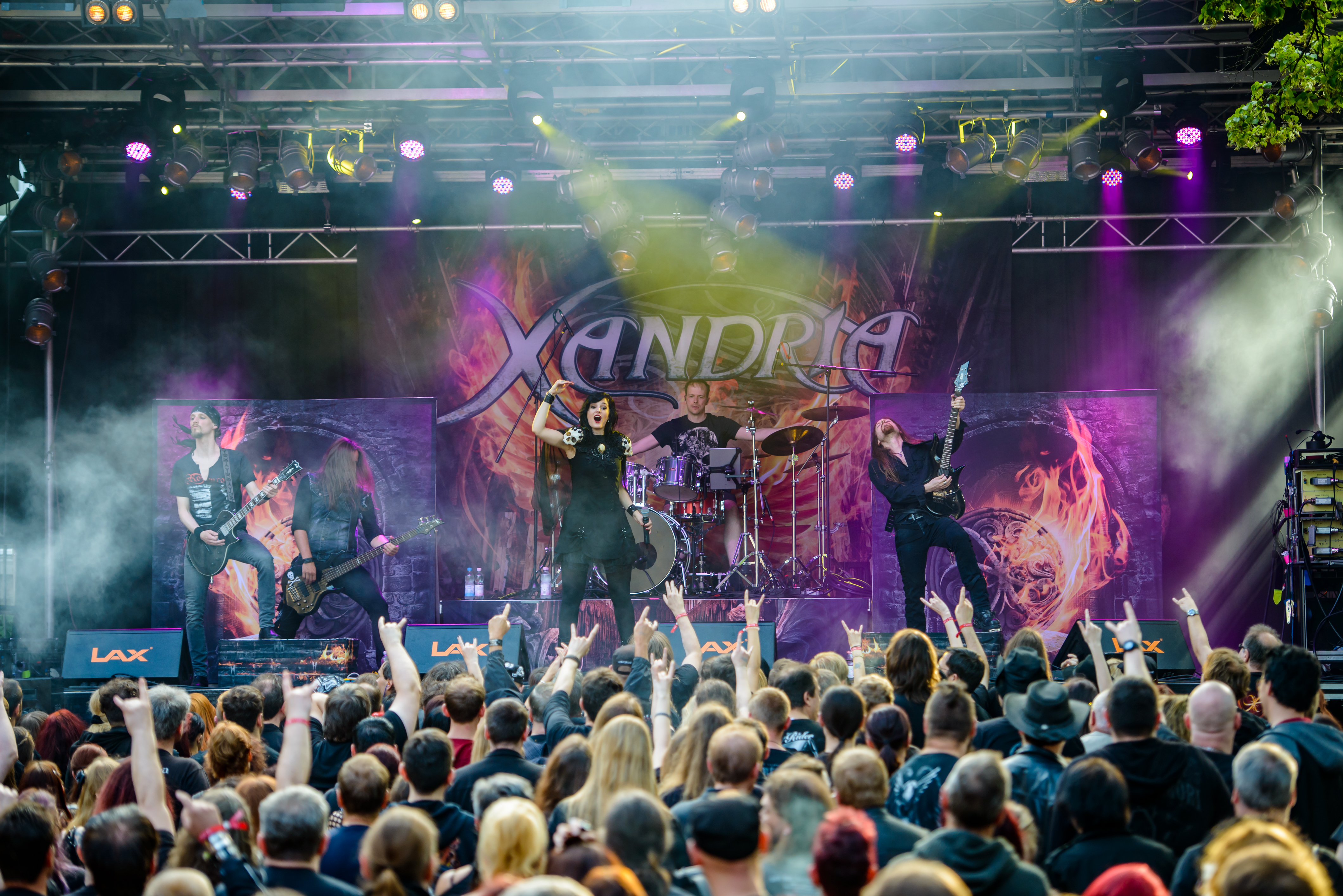
Xandria.

### Ouvrages
- (en) Carole M. Cusack (dir.) et Alex Norman (dir.), Handbook of New Religions and Cultural Production, Leiden, Brill, 2012, 789 p. (ISBN 978-90-04-22187-1, lire en ligne)
- (en) Stephen Lambe, Citizens of Hope and Glory: The Story of Progressive Rock, Amberley Publishing, 2012 (ISBN 978-1-4456-0737-5, lire en ligne)
- (en) Eric Strother, Unlocking the Paradox of Christian Metal Music, University of Kentucky, 2013, PDF (lire en ligne)